# Minh Thái
Minh Thái (sinh 1966) là người thắng trong cuộc thi vô địch thế giới về xoay lập phương Rubik lần đầu tiên được tổ chức tại Budapest vào tháng 6 năm 1982 (Giải vô địch khối Rubik thế giới 1982) với thành tích 22,95 giây. Lúc đó anh mới 16 tuổi và là học sinh trung học ở Los Angeles, người Mỹ gốc Việt. Thành tích 22,95 giây do Minh Thái lập hồi đó với khối Rubik 3X3 được coi là một kết quả siêu việt vì lúc đó khối Rubik còn được giải hoàn toàn bằng bộ óc con người. Cuộc thi được tổ chức trong 3 vòng và cả trong 3 vòng, anh đều về nhất . Trong cuộc thi năm 1982 còn có một người gốc Việt khác là Đức Trịnh (14 tuổi), vô địch Canada.
Anh cũng là tác giả của The Winning Solution, một cuốn sách hướng dẫn chơi Rubik. Sau này, phương pháp "Ortega Corners-First" để giải khối 3x3 dựa trên cách giải của Minh Thái.